# Dorika uniformis
Dorika uniformis là một loài bướm đêm trong họ Noctuidae.